# Jan Frąckowiak (starszy sierżant)

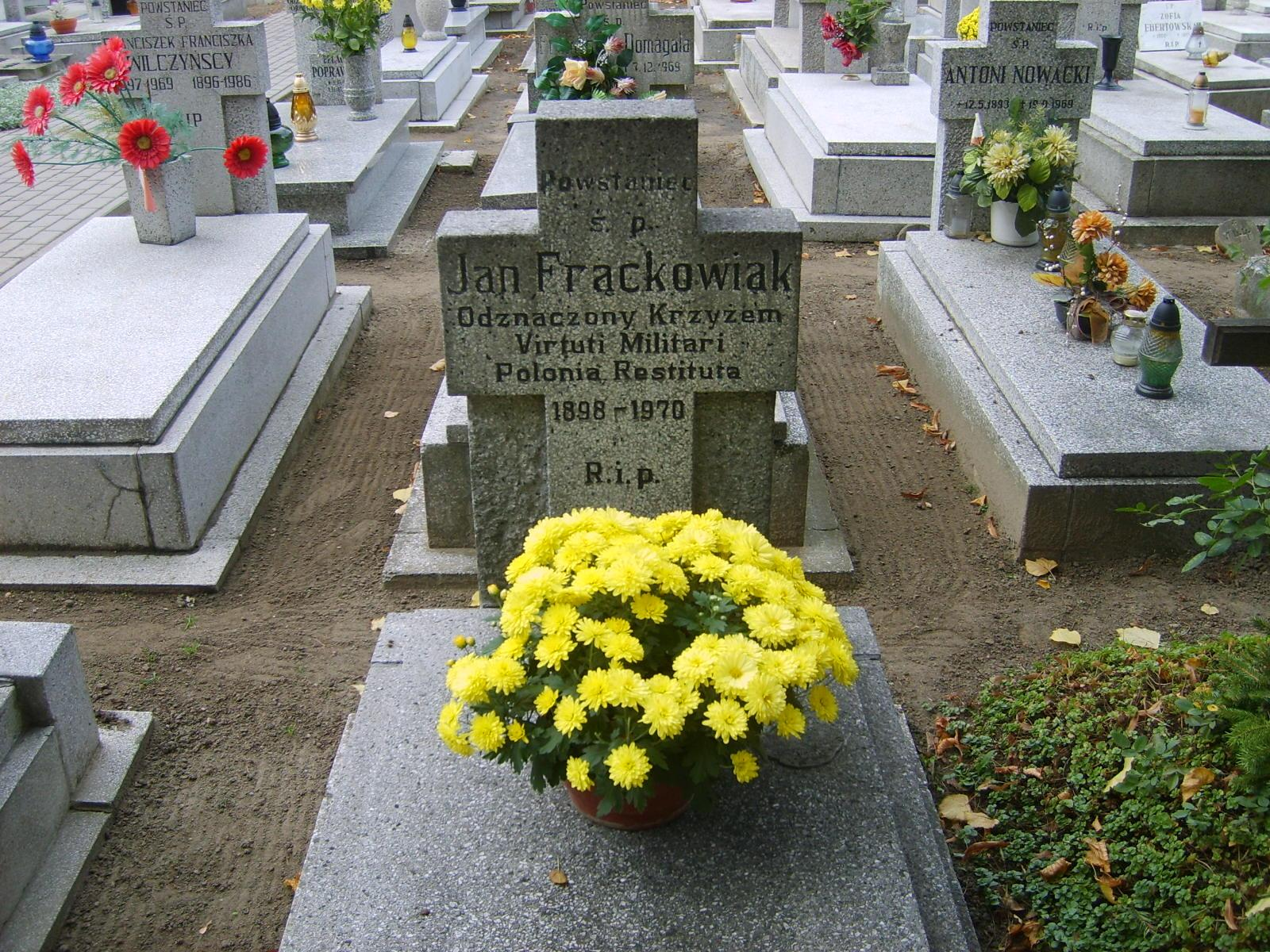
Jan Frąckowiak - grób w Lesznie

Jan Frąckowiak (ur. 26 listopada 1898 roku w Grońsku koło Nowego Tomyśla, zm. 15 czerwca 1970 roku w Lesznie) – starszy sierżant Wojska Polskiego, powstaniec wielkopolski, uczestnik wojny polsko-bolszewickiej, kawaler Orderu Virtuti Militari.

## Życiorys
Urodził się w rodzinie Andrzeja i Marianny z Brychów. 
Około 1915 został wcielony do armii niemieckiej i odbywał służbę w Głogowie, prawdopodobnie w 58 pułku piechoty. Po odbyciu wstępnych ćwiczeń, został skierowany do walk frontowych. Brał udział w bitwach pod Dunkierką i Verdun, gdzie po raz pierwszy w dziejach użyto gazów bojowych i on również padł ofiarą tych gazów, do końca życia miał problemy ze wzrokiem. 
Pod koniec wojny został wysłany do szpitala w związku z problemami z oczami. W tym samym czasie wybuchło powstanie wielkopolskie i został skierowany do walk z powstańcami w rejon Zbąszynka, gdzie przeszedł na stronę powstańców. Od 4 stycznia do 20 lutego 1919 brał czynny udział z bronią w ręku na odcinku zbąszyńskim Grupy Zachodniej . Jako podoficer przeszedł szlak bojowy 2 pułku Strzelców Wielkopolskich, przemianowanego następnie na 56 pułk piechoty wielkopolskiej. W 1920 roku został skierowany na front wschodni do walki z bolszewikami. Brał udział w walkach pod Bobrujskiem na froncie litewsko-białoruskim. Wyróżnił się 17 września 1920 w ataku na wieś Bereza za co odznaczony został Krzyżem Srebrnym Orderu Virtuti Militari. 
Po zakończeniu działań wojennych pozostał w 55 pułku piechoty wielkopolskiej, który stacjonował w Krotoszynie. W 1938 roku, w stopniu starszego sierżanta, został przeniesiony do rezerwy . Zwolnie ze służby miało związek z pogarszającym się stanem zdrowia na skutek zatrucia iperytem na froncie zachodnim. We wrześniu 1939 próbował bezskutecznie dołączyć do swojego pułku. 
Okupację spędził w Lesznie, w którym już pozostał do końca życia. W czasie okupacji organizował pomoc dla jeńców angielskich, przebywających w obozach jenieckich koła Leszna. W 1945 roku organizował w Lesznie Straż Obywatelką, której był pierwszym komendantem. Był instruktorem przysposobienia wojskowego w gimnazjum i liceum w Lesznie. Od 1948 roku był prześladowany za poglądy piłsudczykowskie (był delegatem pułku na Pogrzeb Józefa Piłsudskiego w 1935 r.), a w konsekwencji został pozbawiony pracy. Utrzymywał się z uposażenia stróża w żwirowni. Zmarł 15 czerwca 1970 roku w Lesznie. Został pochowany na tamtejszym cmentarzu, w kwaterze Powstańców Wielkopolskich. 
W 1923 roku zawarł związek małżeński Heleną z Leczykiewiczów (ur. 2 maja 1900 roku w Krotoszynie), z którą miał troje dzieci: Henryka, Zbigniewa i Marię.

## Ordery i odznaczenia
- Krzyż Srebrny Orderu Wojskowego Virtuti Militari nr 465[3][5][6]
- Krzyż Walecznych[6]
- Wielkopolski Krzyż Powstańczy – 6 grudnia 1957[2]